# Saboeiro
Saboeiro is een gemeente in de Braziliaanse deelstaat Ceará. De gemeente telt 16.851 inwoners (schatting 2009).
De gemeente grenst aan Catarina, Acopiara, Jucás, Antonina do Norte, Tarrafas, Aiuaba